# Щетиновка (Белгородский район)
Щетиновка — село Белгородского района Белгородской области России. Административный центр Щетиновского сельского поселения.

## География
Село Щетиновка расположено на Среднерусской возвышенности в юго-западной части Белгородского района Белгородской области почти у самих истоков реки Уды — притока Северского Донца. Притоком реки Уды является речка, которая берет начало в лесу Высоком-Зайцево и носит называние «Масловка». Далее превращается в ручей, который проходит через всё село, имеет приток, ранее называемый Высокий Колодезь, а ближе к центру села меняет свое название на Митревский пруд, течет через Кульмины, огибает село с юга и у самой границы с Украиной впадает в Уды. Поверхность территории представляет собой полого-волнистую равнину, расчленённую густой сетью балок и оврагов. На территории Щетиновского сельского поселения располагаются два населенных пункта: село Щетиновка и хутор Валковский. Административный центр — село Щетиновка. Территория села занимает 7606,6 га. Общая числен¬ность населения составляет 1031 человек.
На юге села проходит граница с Украиной, ближайшие украинские поселения, с которыми щетиновцы ранее поддерживали тесные связи, — сёла Уды, Окоп, город Золочев, поселок Казачья Лопань. На западе Щетиновка граничит с Борисовским районом Белгородской области, ближайшие сёла: Байцуры, Борисовка, Березовка. Северными соседями являются сёла Николаевка, Рубежное, Чайки, Бессоновка; на востоке: сёла Красный Октябрь (ранее Кобелевка, Пяти яруг), Наумовка, Ольховатка (в настоящее время исчезло), поселок Октябрьский (ранее Воскресеновка, Микояновка).
Расстояние от села до областного и районного центров (г. Белгород) составляет 48 км, до наиближайшей железнодорожной станции Толоконное, расположенной в поселке Октябрьский, −15 км. В 18 км на восток от села проходит автомагистраль М2 Москва-Симферополь. Село имеет автобусное сообщение с населенными пунктами Бессоновка, Октябрьский, Белгород. С двух сторон оно окружено лесными массивами, что является благоприятными условиями для развития сельского туризма.

## История

### Происхождение названия
Село Щетиновка основано при Петре I еще в конце 17 века, имело совершенно другое название. Поселение, которое появилось на этом месте, называлось село Высокое. Такое название в то время было свойственно для деревень и сел, имевших значение ключевых высот региона. Как правило, такие поселения находились возле городов-крепостей Белгородской черты и должны были осуществлять военный контроль за территорией. В нашем регионе было несколько сёл с одноименным названием Высокое. Видимо, возникала путаница при решении важных военных, да и хозяйственных вопросов. Поэтому уже в 18 веке в архивных документах мы встречаем двойное название села — Высокое (Щетиново). Затем встречается название села уже без скобок: Высокое Щетиново. В начале 20 века — просто Щетиново, а со второй половины 20-го века — Щетиновка, это нынешнее современное название. От бывшего названия села Высокое остался только лес с таким же наименованием (на Яндекс-карте указано два леса: Высокое 1 и Высокое 2).
Если с топонимом Высокое всё более или менее понятно, то название села Щетиновка вызывает множество вопросов. В толковом словаре слово «щетинка» имеет значение: ровное голое место в лесу. Селения Щетинка, Щетинкино, Щетинино или Щетиновка имеются не только в Белгородской, но и в Вологодской, Калужской, Костромской, Курской, Новгородской, Орловской, Рязанской, Тверской, Тульской и Ярославской областях. На территории современного Щетиновского сельского поселения существовало некогда два населенных пункта: Высокое и Щетиново. Они были основаны одновременно в 1684 году.
Первые поселенцы Высокого поставили свои избы у речки Высокий Колодезь, на возвышенности, что и дало название их селу. Это были служилые люди из крепости Болховец — стрельцы, рейтары, драгуны и другие. Их задачей являлась охрана южных рубежей Русского государства. Село, основанное в непосредственной близости от Муравского шляха, имеет богатую военную историю, что подтверждается как архивными документами, так и найденными неподалеку от села элементами стрелковых орудий крымских татар, совершавших набеги на Русское государство.
Другая часть служилых людей при заселении поставили свои избы обособленно, в глухом месте, во впадении речки Высокий Колодезь в реку Уды. Это были старообрядцы, не согласные с церковными реформами Никона, и глаголы «щетить», «щетинить» послужили основой для образования второго названия сельца — Щетиново. Старообрядцев отделили, либо они сами отделились от общества, поэтому и поселились в глухом месте возле леса. В словаре Даля («Толковый словарь живaго великорусского языка», 1861 г. издания) есть старое, архаичное, вышедшее из употребления слово «щеть», вот его значения: …о человеке: «вспылить, серчать; строптиво противиться. …Щетить кого, … отщетить, отделить куда, отрешить особь, окроме, удалить от себя, от общества, исключить, как недостойного. Вся семья отщетила его. Церковь его отщетила, отлучила от себя. Спасовщина отщетилась от поморцев, сама разбившись на насколько толков, отщепилась, отделилась».
Эта версия находит свое подтверждение в архивных документах: в ревизских сказках и метрических книгах встречаются записи, свидетельствующие о существовании в селе общины старообрядцев. До сих пор в Щетиновке одна из частей села носит название Староверовка.

### Исторический очерк
В центральном госархиве в материалах судебных тяжб («спорных дел») 1770-х годов сохранились следующие сведения о хозяйственной истории села:
«Однодворцы села Высокого (Щетинова тож) пишут, что их дедам, жившим в гор. Болховце (Бессонов, Алехин, Буловин и др. — 31 человек), в связи с малоземельем в этом городе была дана земля в 1684 году на… (неразборчиво.) и Высоком колодезях, где стоит село Высокое п…(неразборчиво) 580 четвертей в поле и на той земле в 1722 г. положена в оклад. А в 1729 г. часть их земли была сдана в оброк помещику… Поверенные села Высокого пишут, что их землю сначала захватил помещик…, а потом продал ее… графу Шереметеву, который поселил на эти земли („не дождав решения из вотчинной коллегии“) Черкасс (то есть „переселенцев из Малороссии“)».
Географическо-статистический словарь Российской империи (т.1, 1863 г.) сообщает, что село Высокое, Щетиново тож, находится в 41 версте к юго-западу от Белгорода при речках Высокой и Удах, жителей 1882, дворов 185, в селе — еженедельные базары и 2 ярмарки в году.
В земском описании 1880-х годов есть такие строки:
«Село Высокое, Щетиновка тож, Бессоновской волости Белгородского уезда… Первых жителей было 12 человек. Земля им была пожалована за службу Петром I. Эти 12 первых заимщиков приняли к себе ещё новых 13 человек и таким образом в селе образовалось 25 фамилий»…
В июле 1927 года в селе Щетинове Белгородского уезда было зарегистрировано товарищество по совместной обработке земли (ТОЗ) «Красный пахарь». С июля 1928 года село Щетиново в Весело-Лопанском районе — центр Щетиновского сельсовета.
В 1933 году голодном в селе Щетинове опустели целые улицы.
В 1935 году в селе разобрали «на кирпичи» церковь.
В августе 1943 года Щетиново освободили от немецкой оккупации, в бывшей церковной сторожке развернули военный госпиталь.
После Великой Отечественной войны в Щетиновской семилетке в две смены обучалось 635 ребят из самой Щетиновки и окрестных селений. Клуб разместили в простой деревенской избе; открыли сапожную мастерскую.
В 1950 году пять щетиновских колхозов (созданных ещё в 1929 году) объединили в один — «Большевик».
В конце 1950-х годов село Щетиново (Щетиновка) в Октябрьском районе — центр Щетиновского сельсовета, в который входил ещё лишь хутор Красный пахарь.
В декабре 1962 года Октябрьский район был ликвидирован, и село Щетиново перешло в состав Белгородского района.
Жизнь в Щетинове стала налаживаться после присоединения местного колхоза «Большевик» к знаменитому колхозу имени Фрунзе. Производственный участок в Щетинове быстро достиг лучших показателей по урожайности зерновых и технических культур, по надоям молока. В Щетинове появились целые улицы домов-новостроек с коммунальными удобствами, построили и новый Дом культуры, трехэтажное здание средней школы, крупный животноводческий комплекс, механические мастерские; провели водопровод, подвели газ.
В 1999 году село Щетиново стало центром и единственным населённым пунктом Щетиновского сельского округа.
В 2006 году село Щетиново стало центром Щетиновского сельского поселения (включающего собственно село и хутор Валковский) Белгородского района.
7 октября 2022 года произошел обстрел села Щетиновка, в результате которого, по заявлению губернатора Белгородской области Вячеслава Гладкова, пострадал 1 человек.

## Население
X ревизия (перепись) в 1858 году насчитала в селе Высоком, Щетиново тож, Белгородского уезда «894 души мужскаго пола».
По документам подворной переписи осени 1884 года: Белгородского уезда Бессоновской волости село Высокое (Щетиново тож) — 385 дворов крестьян государственных четвертных, 2667 жителей (1352 мужчин, 1315 женщин), грамотных 178 мужчин и 10 женщин из 133 семей.
В начале 1900-х годов в селе Высокое/Щетиново Белгородского уезда — 518 дворов «бывших государственных крестьян», 3790 жителей (1935 мужчин, 1855 женщин), безземельных дворов 8, безлошадных 159.
На 1 января 1932 года в Щетинове насчитывалось 4289 жителей.
В 1945 году в Щетинове было 539 дворов, 2220 жителей.
В 1958 году в Щетинове насчитывалось 1200 жителей.
По сведениям переписей населения в Щетиновке на 17 января 1979 года — 738 жителей, на 12 января 1989 года — 608 (258 мужчин, 350 женщин), на 1 января 1994 года — 665 жителей и 296 хозяйств.
В 1999 году село Щетиново насчитывало 750 жителей, в 2001 году — 764.
| 2002 | 2010 |
| ---- | ---- |
| 772  | ↗906 |

## Инфраструктура

### Щетиновская школа
Школу в селе Щетинове основали в 1869 году «по инициативе крестьян» и до 1871 года она помещалась в наемной квартире; школьное здание построено на краю села, близ церкви и кладбища. Квартира учителя была при школе.
С 1904 года в Щетиновской школе стали преподавать молодые выпускники Курской учительской семинарии Иван Егорович Вольнов и Стефан Васильевич Ломакин. В стране набирало силу революционное движение, и щетиновские учителя собирали мужиков по вечерам в школе — якобы для просмотра «туманных картин» (диапозитивов) с помощью школьного «волшебного фонаря».
Прокламации и революционную литературу Вольнов с Ломакиным получали из Харькова и Курска.

12 ноября 1905 года жандармский ротмистр Дацевич доложил из Белгорода в Курск:
«…учителя земской школы села Щетиново Иван Егоров Вольнов и Стефан Васильев Ломакин в начале сего ноября собирали в школе крестьян, с которыми разучивали „Дубинушку“, говорили им речи об уничтожении начальства, после чего можно было бы отобрать землю у помещиков, обсуждали формы правления…».
За этим последовали белгородская тюрьма, суд в Харькове, тюремное заключение и ссылка. Следы с. В. Ломакина теряются. Вольнов, «отбыв наказание», продолжил революционную работу, был сослан в Сибирь. Оттуда сумел бежать за границу.
В 1911 году на Капри, сблизившись с Горьким, написал «Повесть о днях моей жизни».
На страницах «Повести…» отчетливо ощущаются щетиновские впечатления и события, в ней немало зарисовок местной природы, сельских обычаев, верований и умонастроений. И. Е. Вольнов (1885—1931) стал известным писателем, в 1927—1928 годах в Москве вышло 4-томное собрание его сочинений, «Повесть о днях моей жизни» переиздавалась и в 1960—1980-е годы.

### Сельский этнографичеcкий музей
В Щетиновке был открыт сельский этнографический музей, для которого в домах старожилов собрано множество уникальных экспонатов.